# ريس فيلدينغ
ريس فيلدينغ (بالإنجليزية: Reece Fielding)‏ هو لاعب كرة قدم بريطاني في مركز الدفاع، ولد في 23 أكتوبر 1998 في دونكاستر في المملكة المتحدة. لعب مع نادي دونكاستر روفرز.